# Metropolitanato de Mosjonisi

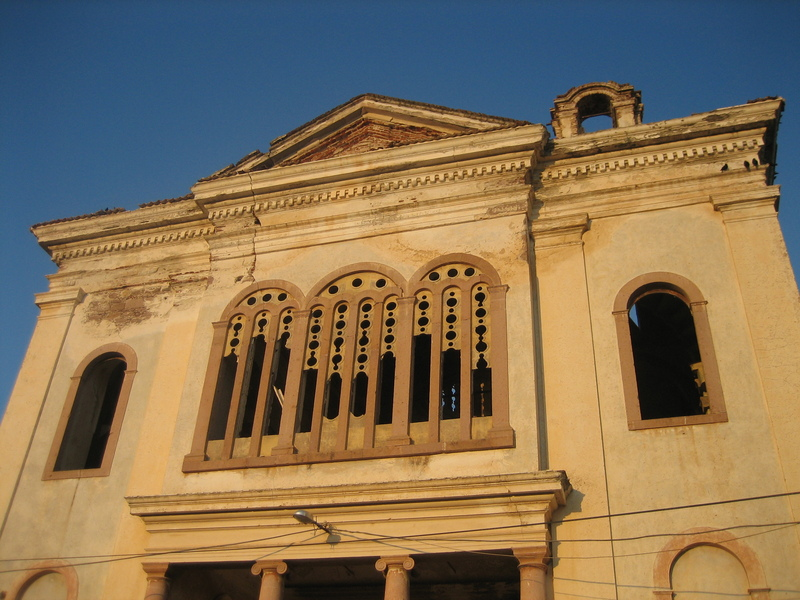
Catedral de los Santos Arcángeles.

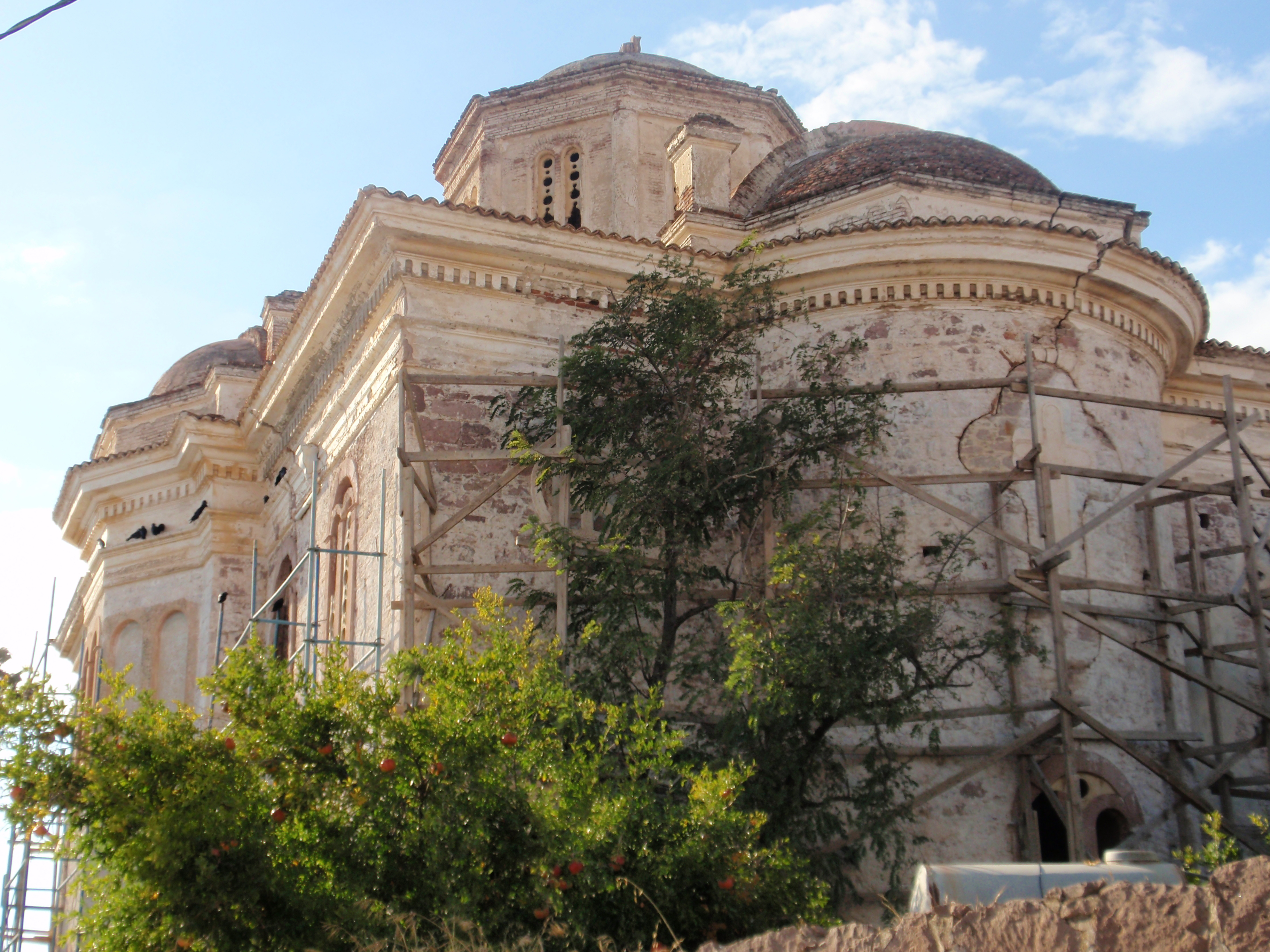
Catedral de los Santos Arcángeles.

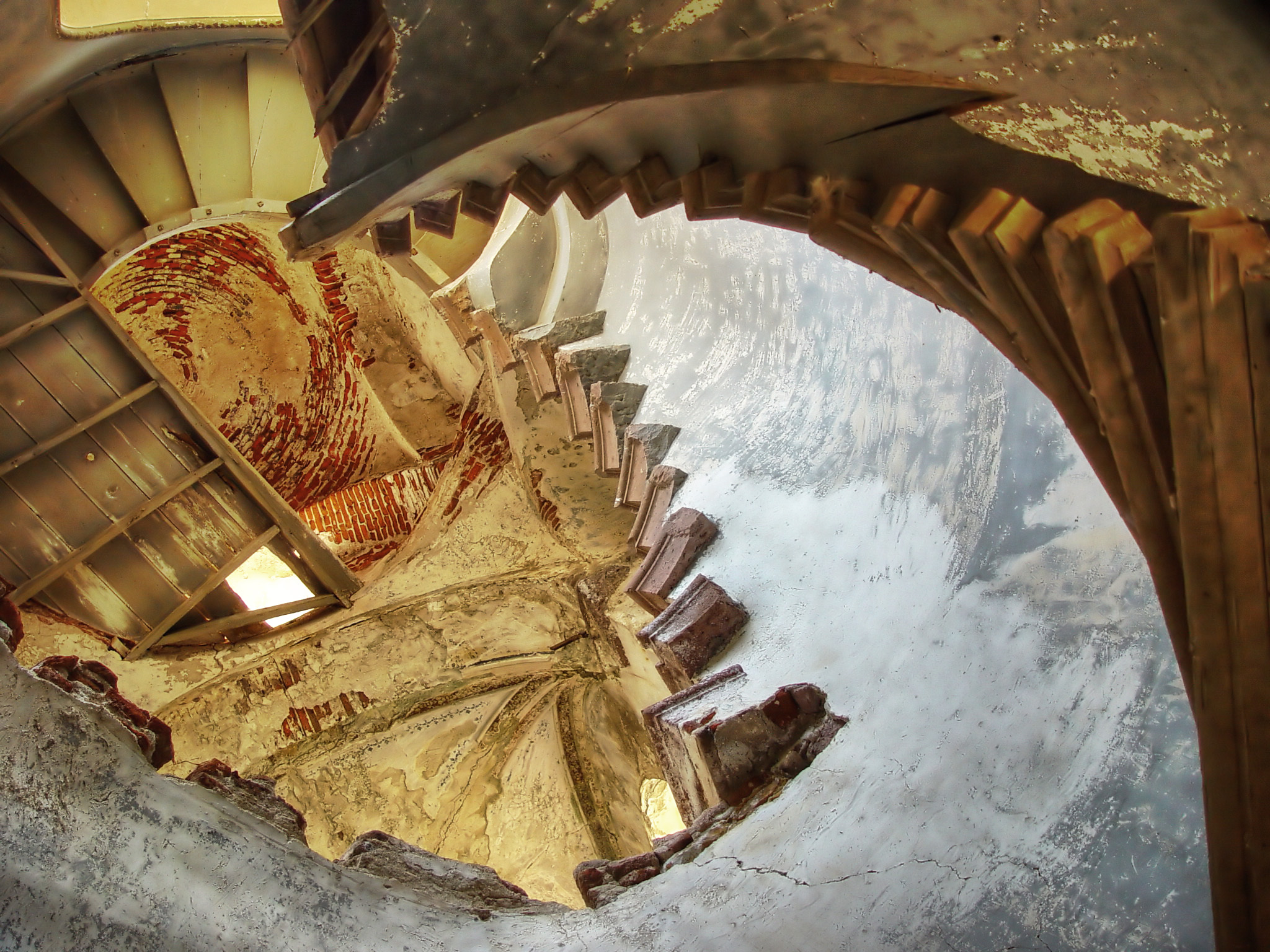
Catedral de los Santos Arcángeles.

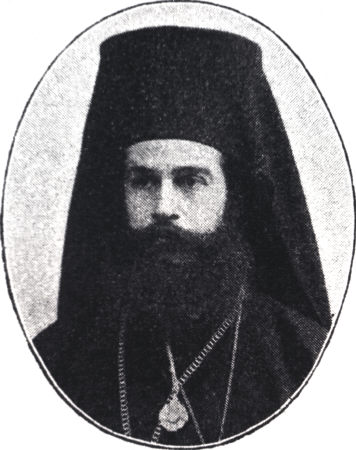
Ambrosio de Mosjonisi, último metropolitano residencial. Asesinado por el ejército turco en 1922.

El metropolitanato de Mosjonisi (en griego: Ιερά Μητρόπολη Μοσχονησίων) es una diócesis vacante de la Iglesia ortodoxa perteneciente al patriarcado de Constantinopla, cuya sede estaba en la población de Alibey en la isla Cunda o Mosjonisi (en turco Alibey Adasi) en Turquía. Su titular llevaba el título de metropolitano de Mosjonisi, el más honorable ('hipertimos') y exarca de Ide y las Costas (en griego: Ο Μοσχονησίων, υπέρτιμος και έξαρχος Αιολίδος). 

## Territorio
El territorio del metropolitanato comprende las 22 islas Ayvalık o Mosjonisi, que se encuentran en el mar Egeo en la provincia de Balıkesir. Además de la isla Cunda, solo está habitada la isla Lale. El área del metropolitanato limita al norte con el de metropolitanato de Dardanelos y Lámpsaco; al este y al sur con el metropolitanato de Cidonie; y al oeste con el metropolitanato de Lesbos (de la Iglesia ortodoxa de Grecia).

## Historia
Las islas Ayvalık fueron ocupadas por los selyúcidas circa 1310 y por lo otomanos en 1341.
Las islas Ayvalık pertenecían originalmente al metropolitanato de Éfeso, pero en 1664 fueron transferidas al metropolitanato de Mitilene. Antes de 1729 se convirtieron en un exarcado patriarcal. En octubre de 1742 fueron incorporadas al metropolitanato de Esmirna, pero en febrero de 1750 volvieron al de Éfeso y en diciembre de 1760, nuevamente al de Mitilene. Posteriormente volvieron a ser un exarcado patriarcal y en 1763 volvieron a ser anexada al metropolitanato de Esmirna. El 30 de enero de 1766 se estableció la diócesis de Mosjonisi, sufragánea de  Esmirna. En 1881 la población de la isla Cunda era casi enteramente griega, pero a principios del siglo XX la población fue sometida a ejecuciones y deportaciones por el estado otomano. El 19 de febrero de 1922 fue elevada al metropolitanato. 
Grecia ocupó el área en mayo de 1919. Después de la derrota de Grecia en la guerra greco-turca, el ejército griego se retiró de las islas a fines de agosto de 1922, pero la mayoría de la población ortodoxa permaneció. Cuando el ejército turco reocupó las islas, evacuó a muchos ortodoxos hacia Anatolia y el 15 de septiembre de 1922 los ejecutó, solo algunos niños fueron salvados y enviados a orfanatos. Entre los asesinados estaba el metropolitano Ambrosio de Mosjonisi, que fue canonizado en 1992 por la Iglesia ortodoxa de Grecia, proclamándolo santo y mártir de la nación. Tras el Tratado de Lausana, para poner fin a la guerra greco-turca, se implementó un intercambio de poblaciones entre Grecia y Turquía en 1923 que condujo a la extinción completa de la presencia cristiana ortodoxa en el territorio del metropolitanato de Mosjonisi.

## Cronología de los obispos
- Gabriel † (4 de abril de 1766-noviembre de 1767)
- Cirilo I de Mosjonisi † (marzo de 1768-1794 falleció)
- Paisio (Prikeos) † (octubre de 1794-1800)
- Dionisio de Mosjonisi † (julio de 1800-1809)
- Bartolomé (Pirunis) † (1820-junio de 1821 renunció)
- Calínico de Mosjonisi † (febrero de 1832-1842)
- Melecio de Mosjonisi † (1842-junio de 1855 depuesto)
- Cirilo II de Mosjonisi † (junio de 1855-27 de marzo de 1872 falleció)
- Paisio II de Mosjonisi † (29 de marzo de 1872-11 de agosto de 1882 falleció)
- Jacobo (Leventinos) † (25 de agosto de 1882-agosto de 1897 falleció)
- Neófito (Kodzamanidis) † (11 de septiembre de 1897-27 de abril de 1906)
- Nicodemo (Papadopoulos) † (23 de mayo de 1906-8 de diciembre de 1911)
- Diodoro (Karadzis) † (26 de enero de 1912-30 de marzo de 1913)
- Focio (Marinakis) † (30 de abril de 1913-19 de febrero de 1922 renunció)
- Ambrosio (Pliantidis) † (19 de febrero de 1922-15 de septiembre de 1922 falleció) (asesinado por los turcos)
  - Sede vacante (1922-2000)
- Apóstol (Daniilidis) † (4 de septiembre de 2000-29 de agosto de 2011) (trasladado al metropolitanato de Derkos)
- Cirilo (Dragunis) (desde el 9 de marzo de 2020)